# Zacarías González Velázquez
Zacarías González Velázquez (Madrid, 1763 - Madrid, 1834) fue un pintor español.

## Biografía
Era hijo del pintor Antonio González Velázquez, nieto del escultor Pablo González Velázquez y sobrino de Luis y Alejandro González Velázquez.
En esta familia de pintores, escultores y artistas nació en 1764 Zacarías González Velázquez. Comenzó su formación en la Real Academia de Bellas Artes de San Fernando, dirigida por su padre y que él mismo llegó a dirigir. Fue alumno de Mariano Salvador Maella. En 1802 fue nombrado por Carlos IV, pintor de cámara y durante el reinado de Fernando VII fue nombrado director de la Academia además de director del departamento de pintura.  
Decoró varias estancias del Casino de la Reina, el Palacio del Pardo, del Palacio Real de Aranjuez y del Palacio Real de Madrid, la mayoría con escenas mitológicas. Destacó  además de como fresquista, como pintor de cartones para tapices en la Real Fábrica de Tapices de Santa Bárbara, donde elaboró temas marinos y de pescadores según proyectos de Maella (algunos conservados en el Museo del Prado). No se puede  pasar por alto su trayectoria como retratista y pintor de escenas religiosas para iglesias de Madrid, entre ellas el ciclo de la vida de San Francisco de Asís que se pintó para la Basílica de San Francisco el Grande en Madrid y que se exhibe en dicho templo pero siendo propiedad del Museo del Prado.
Otros museos madrileños conservan gran parte de su producción artística como la Real Academia de Bellas Artes de San Fernando (Autorretrato, Cristo crucificado, etc), el Museo Lázaro Galdiano (Manuela González Velázquez tocando el piano, además de once de los doce bocetos para la serie de la vida de San Francisco que mencionamos anteriormente, entre otros), el Museo del Romanticismo (Retrato de la Reina Isabel de Braganza), el Museo de Historia de Madrid (Retrato de doña María Luisa de Parma, Reina de España, con clara influencia aún de Maella), o el Museo Cerralbo, cuyos almacenes conservaban sin tener cuenta de ello hasta su descubrimiento en 2013, dos obras sargas de grandes dimensiones que formaban el friso pictórico del cenotafio creado para las exequias de la Reina María Isabel de Braganza, a las que además de su valor artístico debe añadirse un gran valor histórico puesto que estas obras, por su carácter efímero, no tendrían que haber subsistido hasta nuestros días.

## Galería

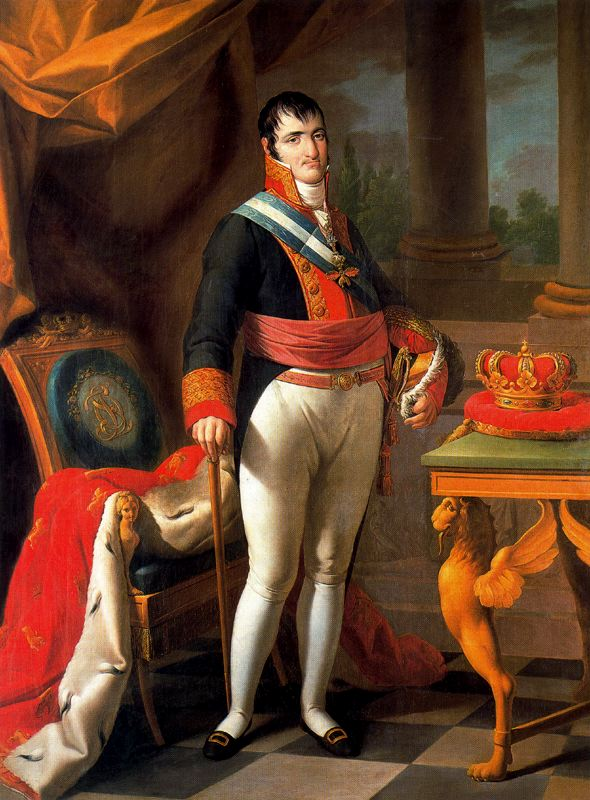
Retrato de Fernando VII (1814). Colección Banco de España.
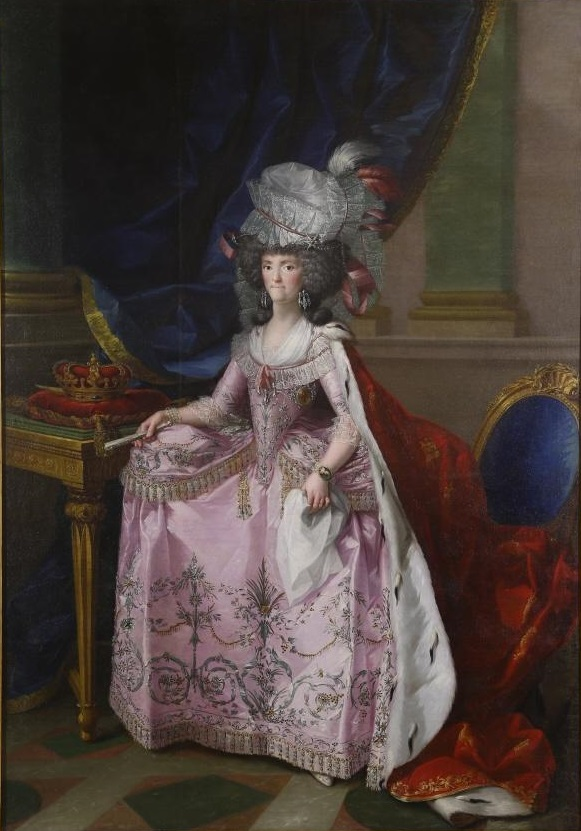
Retrato de Maria Luisa de Parma (1789). Museo de Historia de Madrid.
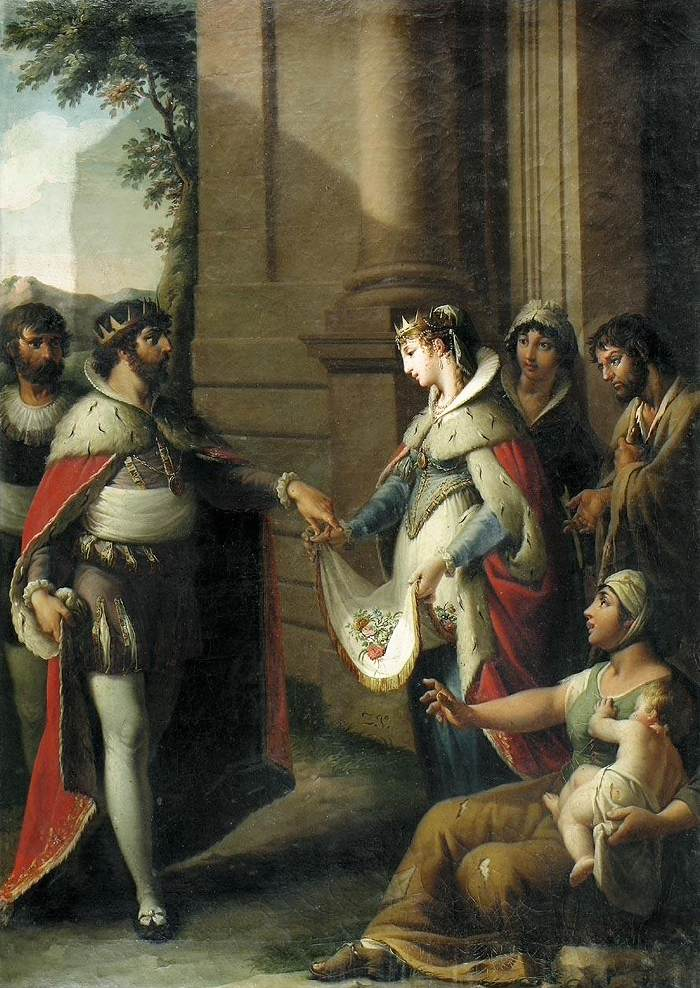
El milagro de Santa Casilda de Toledo (c. 1820). Colección particular.
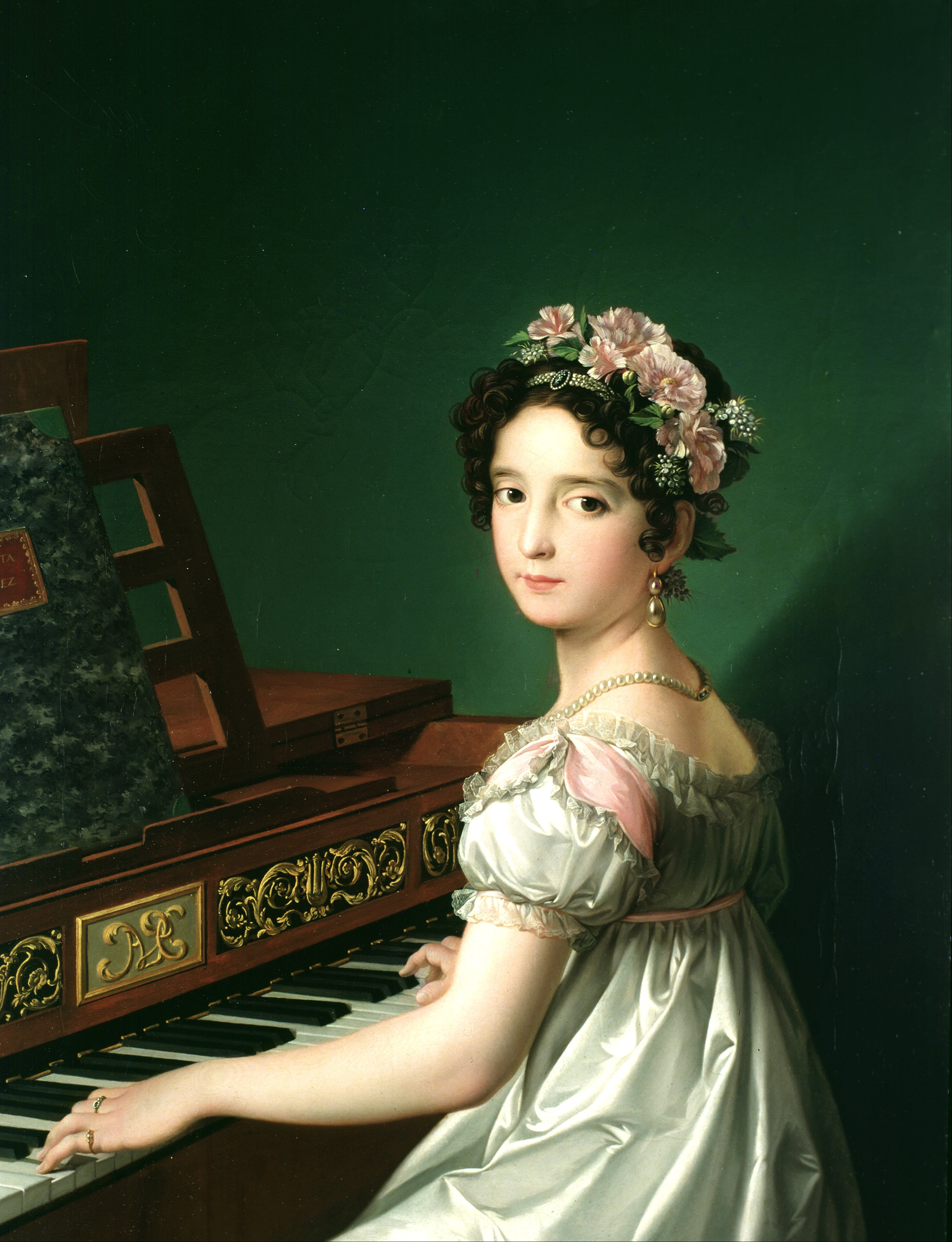
Manuela González Velázquez tocando el piano (c. 1820). Museo Lázaro Galdiano.
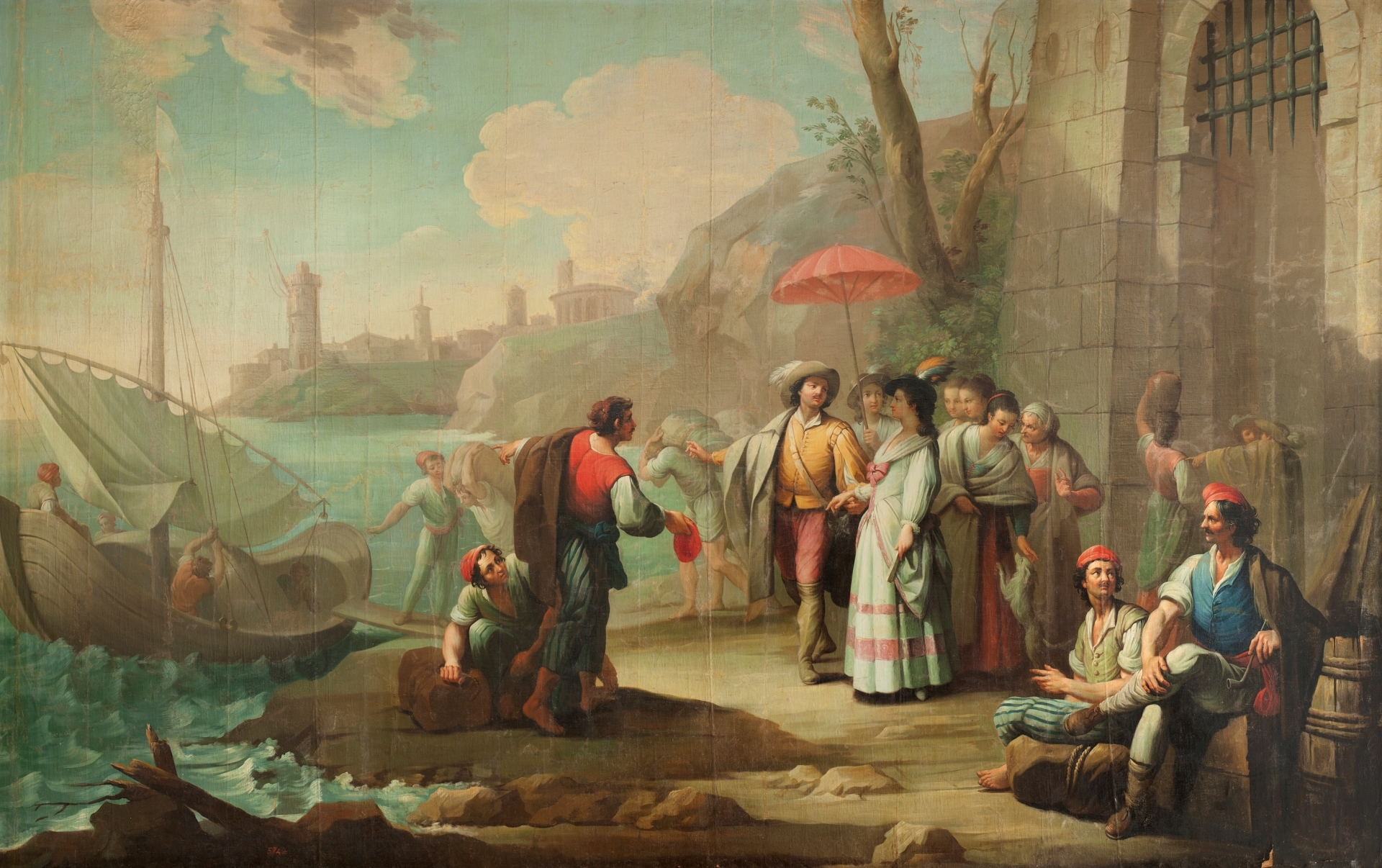
Embarque de una familia en una tartana (1784). Museo del Prado.
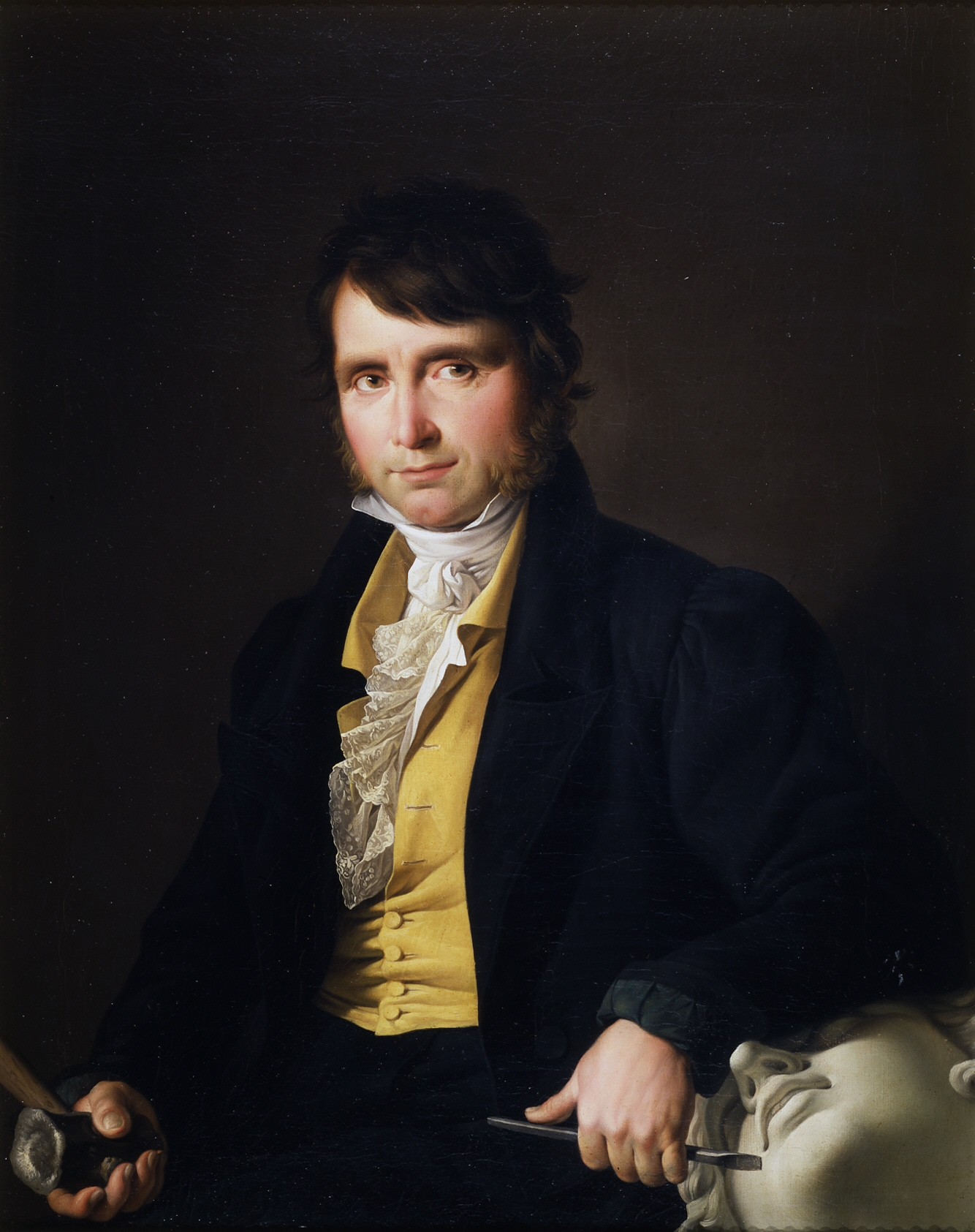
Francisco Elías Vallejo (primer cuarto siglo XIX). Real Academia de Bellas Artes de San Fernando.
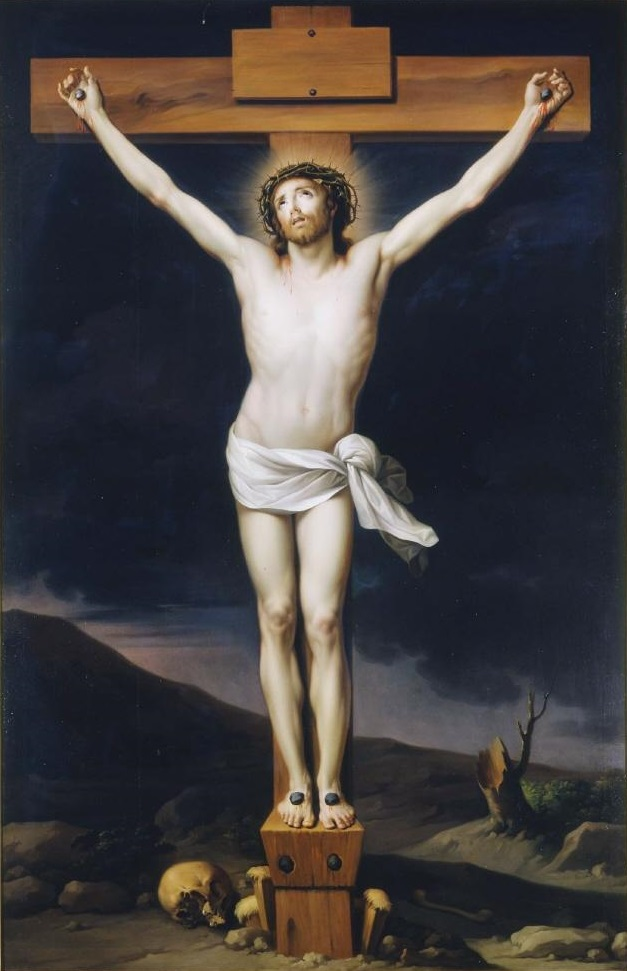
Cristo crucificado (c. 1790). Real Academia de Bellas Artes de San Fernando.
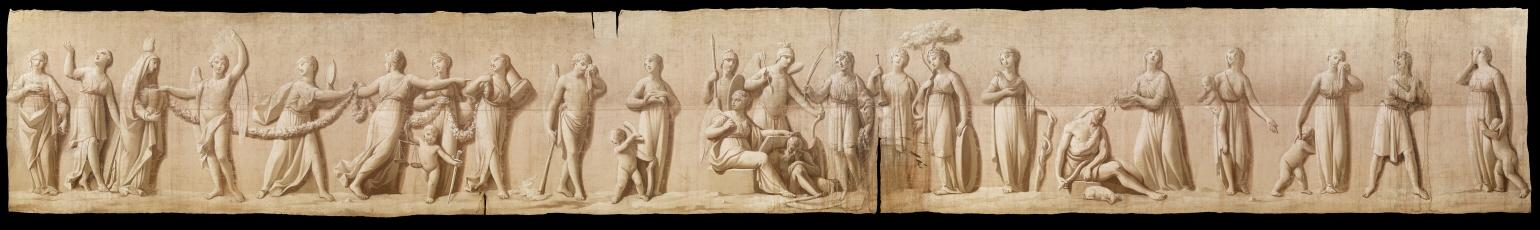
Friso para el cenotafio de María Isabel de Braganza (1819). Museo Cerralbo.